# Kees Van Oostrum
 (octobre 2018).
Si vous disposez d'ouvrages ou d'articles de référence ou si vous connaissez des sites web de qualité traitant du thème abordé ici, merci de compléter l'article en donnant les références utiles à sa vérifiabilité et en les liant à la section « Notes et références ».
Kees Van Oostrum, né le  5 juillet 1953 à  Amsterdam, est un directeur de la photographie, réalisateur et producteur néerlandais.

## Filmographie

### Cinématographie
- 1989 : Day One de Joseph Sargent[2]
- 1989 : The Karen Carpenter Story de Richard Lynn Carpenter et Joseph Sargent[3]
- 1991 : Long Road Home de John Korty[4]
- 1992 : Miss Rose White de Joseph Sargent[5]
- 1993 : Les Silences d'un homme de Harry Winer[6]
- 1993 : Gettysburg de Ronald F. Maxwell[7]
- 1996 : La Peau sur les os de Tom Holland[8]
- 1997 : Projet Médusa de Larry Shaw[9]
- 1999 : Drive Me Crazy de John Schultz[10]
- 2000 : Les Surprises de l'amour de Brent Shields[11]
- 2003 : Gods and Generals de Ronald F. Maxwell[12]
- 2004 : Spartacus de Robert Dornhelm[13]
- 2006 : The Water Is Wide de John Kent Harrison[14]
- 2008 : The Last Word  de Geoffrey Hale[15]
- 2009 : The Hessen Affair de Paul Breuls[16]
- 2010 : L'Esprit d'une autre de Christopher Leitch[17]
- 2011 : Un jour mon prince viendra de Ron Oliver[18]
- 2012 : Dark Hearts de Rudolf Buitendach[19]
- 2013 : Dr. Awkward de Daniele Auber[20]
- 2013 : Copperhead de Ronald F. Maxwell[21]
- 2014 : Where the Road Runs Out de Rudolf Buitendach[22]
- 2016 : Broken Vows de Bram Coppens[23]

### Réalisateur et producteur
- 1985 : Het Bittere Kruid[24]
- 2001 : Dial 9 for Love[25]
- 2006 : We Fight to Be Free[26]
- 2013 : A Perfect Man[27]